# Vita da cani (film 1918)
Vita da cani (A Dog's Life) è un mediometraggio di Charlie Chaplin, celebre per la sua interpretazione di vagabondo affiancato da un dolce cucciolo.
È considerato uno dei migliori film di Chaplin sul tema della povertà dopo Il monello e Il circo.

## Trama
Il film si apre con una panoramica dei bassifondi di una città, sdraiato a terra troviamo il vagabondo Charlot che cerca qualcosa da mangiare rubando un hot-dog ad un venditore ambulante che lo sta cucinando dall'altra parte dello steccato che separa il suo cantuccio.
Un poliziotto lo scopre e Charlot è costretto a fuggire ed a cercare lavoro in un ufficio di collocamento; cerca di presentarsi allo sportello ma ogni volta qualcun altro gli ruba il posto, finché rimane l'unico senza lavoro. Uscito dall'ufficio vede un cagnolino randagio attaccato da un branco di grossi cani. Charlot interviene e lo porta in salvo inseguito da un cane che gli strappa il fondo dei pantaloni.
Liberatosi dell'inseguitore, Charlie con in braccio il suo nuovo compagno si avvicina ad un uscio e gli offre da bere una bottiglietta di latte.
In preda alla fame, giunge poi davanti ad un chiosco che vende salsicce e, in barba al venditore, riesce a sfamare il cane e se stesso rubando con destrezza i cibi esposti. Il poliziotto di prima lo scopre e cerca di arrestarlo, ma Charlot riesce ancora una volta a sfuggire.
Intanto, nel music-hall Green Lantern, vi è la presentazione di una giovane cantante. Arriva anche Charlot con il suo cucciolo infilato nei pantaloni a causa del divieto di accesso ai cani. Qui avviene una delle scene più divertenti del film: Charlie gira con una coda scodinzolante che fuoriesce dal buco dei pantaloni lasciando i clienti del locale stupiti e increduli.
Subito dopo l'inquadratura si sposta verso la cantante che commuove tutti, Charlot compreso, con una tristissima canzone. Poco dopo mentre tutti ballano, la donna si allontana dal palcoscenico ed incontra il suo burbero padrone che le intima di flirtare coi clienti, in modo da far loro ordinare da bere. Quando vede arrivare Charlie, la donna tenta goffamente di sedurlo, il vagabondo ride e la invita a ballare, nasce così una simpatia fra i due.
Infine i due siedono a un tavolo, ma Charlot non fa neanche in tempo ad attaccar discorso che viene buttato fuori dal locale perché si rifiuta di ordinare da bere. Mentre cerca di rientrare, un uomo facoltoso viene rapinato poco distante e i banditi nascondono il suo portafogli in una piccola buca scavata nel terreno dove dorme di solito Charlie che di lì a poco rincasa con il cucciolo.
Mentre il vagabondo dorme, i due malfamati entrano nel locale e maltrattano la cantante che viene a questo punto cacciata dal gestore che la accusa di non essere abbastanza carina con i clienti; nel frattempo il cane di Charlot ha scavato una buca trovando il portafogli. Charlie si precipita nel bar e incontra la ragazza, disperata perché il proprietario si è rifiutato di pagarla, e la invita a sedersi mostrandole la grossa somma di cui è venuto in possesso e promettendole una nuova vita insieme a lui.
Sfortuna vuole che i due ladri riescano a sottrarre il portafogli a Charlot, che quindi viene buttato fuori per l'ennesima volta; i due sono affamati e non sanno come procurarsi dei soldi, così Charlie ha un'idea. Torna nel locale e, nascosto dietro una tenda, stordisce uno per volta i due ladri e recupera il maltolto. Mentre riguadagna l'uscita, Charlie viene bloccato dal barman che si impossessa del portafogli. Giungono i due banditi che cercano a loro volta di riprendersi il denaro, ma alla fine è Charlot che riesce a scappare con i quattrini. Inseguito dai due uomini che fanno fuoco, Charlot si rintana nel chiosco di salsicce, dove viene agguantato, ma si libera grazie all'intervento della polizia che arresta i banditi. Nel frattempo il cane è riuscito a recuperare il portafogli e la coppia si riunisce felicemente insieme al fedele compagno.
Finalmente grazie al denaro Charlie realizza il suo sogno di un lavoro e di una casa: fa l'agricoltore, e ora assieme alla cantante divenuta sua moglie e al suo cane con i suoi cucciolotti, può vivere in pace e serenità.